# Hafen Tauranga
Der Hafen von Tauranga ist der zweitgrößte Überseehafen Neuseelands. Er wird von der Port of Tauranga Limited betrieben.

## Geographie
Das Hafengebiet des Tauranga Hafens liegt am östlichen Ende des Tauranga Harbour, einem durch die Matakana Island vom Pazifischen Ozean abgetrenntes Inlett, das auch als Naturhafen angesehen werden kann. Einziger Zugang zum Hafen von See aus ist über die Meerenge des Tauranga Entrance, zwischen Matakana Island und dem alten aus dem Meer herausragenden Vulkankegel Mauao möglich. Das für die Schifffahrt nutzbare Hafengebiet hat eine Fläche von rund 1,3 km2.

## Hafenanlage
Die Hafenanlage verfügt über 19 Piers, die Schiffen mit Tiefgängen zwischen 9 m und 14 m eine Anlegestelle bieten. 16 der Piers liegen an der östlichen Seite des Hafenbeckens und dienen dem Umschlag von allgemeinen Frachtgütern, die als Schüttgut oder als Massengut transportiert werden. Die sogenannte Mount Maunganui Wharf ist insgesamt 2.055 m lang. An der westlichen Seite, dem sogenannten Sulphur Point liegen drei Terminals, an denen Containerschiffe mit größerem Tiefgang und Kühlcontainer abgefertigt werden können. Die Piers haben eine Gesamtlänge von 770 m.

## Wirtschaftliche Daten
Im Hafen von Tauranga wurden im Jahr 2013 bei 1.529 Schiffen insgesamt 19,065 Mio. Tonnen Güter umgeschlagen, mit jährlich steigender Tendenz bezogen auf die zurückliegenden vier Jahre. 13,056 Mio. Tonnen vom Umschlag gingen in den Export und 6,009 Mio. Tonnen waren im Bereich des Imports zu verzeichnen. Auch der Containerumschlag hat über die Jahre kontinuierlich zugenommen und lag 2017 bei 590.803 TEU Containern.
Der Anteil an forstwirtschaftlichen Produkten am Export lag 2013 bei rund 60 %, gefolgt von 12,9 % an Milchprodukten und 5,4 % an Kiwiprodukten. Der Rest verteilt sich auf andere Exporterzeugnisse. Beim Import führt der Ölimport mit 20,7 %, gefolgt von 6,4 % an Düngemittelprodukte.
Tauranga's Handelspartner liegen bevorzugt in Asien. Hier führt die Handelsstatistik 65,4 % Export und 37,2 % Import von und zu asiatischen Ländern auf, gefolgt von Europa mit 12,3 % beim Export und von Australien und Pazifik mit 19,6 % beim Import.